# کازوکی اگاشیرا
کازوکی اگاشیرا (انگلیسی: Kazuki Egashira؛ زادهٔ ۱۳ مهٔ ۱۹۹۷) بازیکن فوتبال اهل ژاپن است.